# باب گیببس
باب گیببس (به انگلیسی: Bob Gibbs) نمایندهٔ حوزه انتخابیه هفتم اوهایو از حزب جمهوری‌خواه ایالات متحده آمریکا در مجلس نمایندگان ایالات متحده آمریکا است که برای نخستین‌بار در ۲۳ ژانویه ۲۰۱۱ میلادی به‌عضویت این مجلس درآمد.